# Honest Ed's
Honest Ed's was een toonaangevende discountwinkel in Toronto, Ontario, Canada. De winkel is vernoemd naar de eigenaar, Ed Mirvish, die de winkel in 1948 opende en bijna 60 jaar lang leidde, tot aan zijn dood in 2007. De winkel bleef open tot deze op 31 december 2016 definitief sloot.

## Locatie
Honest Ed's was oorspronkelijk gevestigd aan Markham Street, op de hoek met Bloor Street. De oorspronkelijke ingang bevond zich aan Markham Street, omdat de onroerendgoedbelasting hoger zou zijn als de winkel de ingang aan Bloor Street zou hebben. In het blok tussen Markham Street en Bloor Street werden begin jaren 1950 diverse panden gekocht om de winkel uit te breiden. Toen er rijen ontstonden om toegang te krijgen tot de winkel, stuurde de politie van Toronto de rijen weer naar Markham Street. Zo wilden ze ervoor zorgen dat de winkel werd belast als een bedrijf aan Markham Street in plaats van een bedrijf aan Bloor Street. Overal in de winkel stonden met de hand geschilderde slogans en reclameborden, zoals "Nergens goedkoper in Toronto", "Dit kun je niet missen" en "Dit heeft elk huis nodig".
Honest Ed's bevond zich op de hoek van Bloor Street en Bathurst Street en strekte zich uit over de gehele lengte van het blok tot aan Markham Street. De buitenkant was bedekt met grote rood-gele borden met de naam van de winkel, verlicht als een theaterluifel. Het winkelbord gebruikte 23.000 gloeilampen. De buitengevel stond vol met woordspelingen en slogans, zoals "Kom binnen en verdwaal!" en "Alleen de vloeren zijn scheef!"
De winkel bestond uit een gebouw aan de westkant van Markham Street, dat via een loopbrug verbonden was met een gebouw aan de oostkant van Bathurst Street. Het interieur was bescheiden, met eenvoudige uitstallingen van goedkope waren, variërend van stofzuigers en winterjassen tot keukengerei, speelgoed en levensmiddelen. Een groot deel van de inrichting van de winkel bestond uit posters en foto's van oude films en toneelproducties uit de theaters van Mirvish in Toronto en Londen (Verenigd Koninkrijk), en van acteurs en muzikanten die daarin optraden (vele met de naam Ed Mirvish). Elk stukje winkelreclame was met de hand geschilderd.
De nieuwe eigenaren hebben het gebouw in maart 2018 gesloopt en zijn van plan de 1,8 hectare grond te herontwikkelen. Dit plan omvatte ook Mirvish Village en een aantal winkelpanden ten zuiden van het Honest Ed-gebouw aan Bathurst Street dat doorloopt tot aan Lennox Street, die door de Mirvishes aan lokale bedrijven werden verhuurd. 

## Geschiedenis
Ed en Anne Mirvish openden in 1943 "The Sport's Bar", een dameskledingwinkel, nabij Bloor Street en Bathurst Street, en huurden een pand van vijf meter breed. De winkel bleek populair. In 1946 breidde Mirvish uit nadat ze een aantal gebouwen langs Bloor hadden verworven. Ze noemden de winkel "Anne & Eddie's". Na een verdere uitbreiding heropende Mirvish de winkel in 1948 als "Honest Ed's Bargain House", waarbij algemene huishoudelijke artikelen aan het assortiment werden toegevoegd. In 1952 kocht Mirvish het eerste pand aan de Markham Street, achter de winkel. Later kochten ze nog een aantal huizen aan de straat met de bedoeling er een parkeerplaats aan te leggen. In de jaren 1960 ontstond de wijk Mirvish Village, nadat de gemeente de aanvraag van de winkel om de gebouwen te slopen had afgewezen. Anne Mirvish overtuigde haar man ervan de huizen te verhuren aan kunstenaars. In 1958 breidde "Honest Ed's" zich westwaarts uit naar Markham Street, waar het een oppervlakte van 560 m² bereikte. In 1984 werd het bijgebouw van Honest Ed's voltooid, waarmee de winkel oostwaarts werd uitgebreid naar Bathurst Street.
Het hoofdgebouw bevond zich op Bloor Street West 581 en een dependance op Bloor Street West 760. Beide gebouwen werden met elkaar verbonden door een loopbrug over Honest Ed Alley.
Honest Ed's werd beroemd vanwege zijn marketingstunts, waaronder speciale aanbiedingen met verliesleiders. In 1968 genereerde de winkel een jaarlijkse omzet van $ 14 miljoen. De jaarlijkse uitdelen van kalkoenen van Mirvish vóór Kerstmis kreeg altijd media-aandacht; dit jaarlijkse evenement ging zelfs door na zijn dood, tot de kerstperiode van 2015. Mirvish organiseerde van 1988 tot aan zijn dood ook verjaardagsfeestjes voor zichzelf. Sindsdien worden deze feesten voortgezet als jubileumfeestjes voor de winkel zelf. Op de straatfeesten waren er gratis taarten, maaltijden, hotdogs, snoep en weggeefacties. Grote groepen inwoners van Toronto kwamen met hun kinderen naar de kerk en stonden in lange rijen om de aalmoezen in ontvangst te nemen. Het evenement werd begeleid door live bands en ballonnen.

## Verkoop van onroerend goed, sluiting en herontwikkeling
Op 16 juli 2013 werd aangekondigd dat het terrein van Honest Ed's te koop stond voor $ 100 miljoen, en de winkel zou waarschijnlijk worden gesloten en vervangen door een winkel- en woongebouw. 
Tot 1990 was de omzet van de winkel gegroeid, maar ongeveer vier jaar voordat Walmart in 1994 Canada betrad, begon de omzet te dalen. Naast de grote winkels hadden ook internetwinkelen, de gentrificatie van het stadscentrum en de verspreiding van de arbeidersklasse en immigrantenklasse naar de buitenwijken van Toronto impact op de onderneming. Hoewel de winkel nooit verlies had geleden, daalde het personeelsbestand in de loop der jaren van 400 naar 75 medewerkers.
Een andere factor die bijdroeg aan de sluiting van de winkel was dat David Mirvish niet zo enthousiast was over de winkel als zijn vader. Hij gaf de voorkeur aan het familietheaterbedrijf. David Mirvish zei: "De detailhandel was niet waar mijn hart lag. Uiteindelijk had ik moeten besluiten dat we daar onze middelen in hadden moeten steken en moesten groeien. En ik had andere mogelijkheden in sectoren die ik beter begreep." 
De herontwikkeling van de locatie zou naar verwachting gevolgen hebben voor een aantal bedrijven die ruimte huren in het Honest Ed's-gebouw, en voor een aantal zelfstandige bedrijven aan Bathurst Street, grenzend aan het Honest Ed's-gebouw, die ruimte huren bij dezelfde eigenaar. De verkoop van het pand aan het in Vancouver gevestigde Westbank Properties, een ontwikkelaar van luxe hotels, woningen en kantoorruimte, werd in oktober 2013 aangekondigd, maar David Mirvish kondigde aan dat hij het pand voor twee tot drie jaar van Westbank zou huren. Gedurende die tijd zouden Honest Ed's en de Mirvish Village-bedrijven blijven opereren totdat de ontwikkelaar besloot wat hij met het grondstuk en de panden zou doen.
Op 13 september 2014 meldde The Globe & Mail de vorming van een herontwikkelingsteam voor het pand, dat bestond uit de ontwerpleider Gregory Henriquez van Vancouver's Henriquez Partners Architects, ondersteund door DSA Architects as AOR, ERA Heritage Architects, Janet Rosenberg + Studio, Reshape Strategies en Urban Strategies Planning. Het herontwikkelde pand zou worden onderverdeeld in zones met woontorens, winkelpuien, nieuwe voetgangerspaden en een woonerf aan de Markham Street. Volgens Urban Toronto zou het iconische Honest Ed's-bord geen deel uitmaken van de herontwikkeling van het terrein.  De voorgestelde herontwikkeling omvatte 1.000 huurappartementen, een permanente openbare markt en winkelruimte die grotendeels is verdeeld in kleine units die de schaal van winkelpuien aan de Bloor Street nabootsen.
De Honest Ed's-winkel sloot op 31 december 2016 en de resterende winkels in Mirvish Village (Markham Street) en op panden die voorheen eigendom waren van Mirivish aan Bathurst Street ten zuiden van Honest Ed's sloten op 31 januari 2017. 
Het iconische Honest Ed's-bord werd op 23 mei 2017 gedemonteerd en van het gebouw verwijderd, en zal worden gerestaureerd en boven de ingang van het Ed Mirvish Theatre aan Victoria Street worden geïnstalleerd. 

## Culturele impact

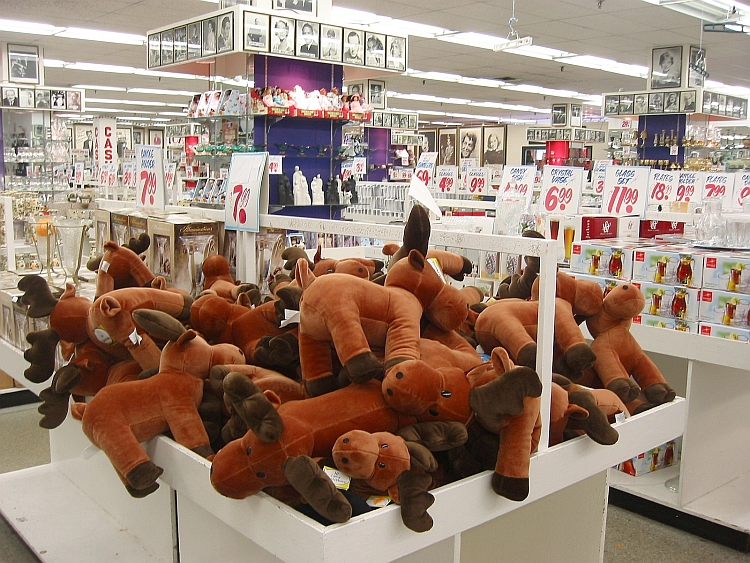
Aanbiedingen bij Honest Ed's

De winkel is te zien in verschillende films en televisieseries die in Toronto zijn opgenomen. Zo was Honest Ed's bijvoorbeeld te zien in de film The Long Kiss Goodnight en in verschillende achtergrondscènes in de film Scott Pilgrim vs. the World, wanneer Scott en zijn vrienden aan het eten zijn bij Pizza Pizza, aan de overkant van de straat.
Eén van de gevechtsscènes in het derde deel van Bryan Lee O'Malley's Scott Pilgrim-stripboekenreeks vindt plaats bij Honest Ed's, waarbij de personages last krijgen van een zintuiglijke overbelasting door de enorme hoeveelheid merchandise. De winkel implodeert nadat Scotts rivaal Todd een afspraak over het niet gebruiken van zijn paranormale krachten schendt.
De winkel is te zien op de achtergrond van Nathan Fielders videoclip "Side of Smooth-'Morning Walk'" uit 2008.
Van februari tot en met maart 2009 was in de winkel "Honest Threads" te zien, een interactief kunstwerk van installatiekunstenaar Iris Häussler, samengesteld door Mona Filip van het Koffler Centre of the Arts. Häussler opende een boetiek met kleding die was uitgeleend door inwoners van Toronto, elk met een persoonlijk verhaal. Bezoekers konden de kledingstukken een paar dagen lenen en dragen, en zo letterlijk en psychologisch ervaren hoe het is om ‘in de schoenen van iemand anders te staan’. Deze synthese van conceptuele kunst en commerciële ruimte werd goed ontvangen en breed besproken op nationaal niveau en lokaal niveau en in talloze blogs. In november 2013 produceerde het Koffler Centre of the Arts 'Honesty', een locatiegebonden toneelstuk van toneelschrijver/regisseur Jordan Tannahill waarin performer Virgilia Griffith zeven echte werknemers van de winkel vertolkte. 
Honest Ed's werd door het personage Zazu genoemd in de toneelproductie van The Lion King in Toronto, waar een felgekleurd, gepatroneerd toneelgordijn door het personage werd omschreven als "een douchegordijn van Honest Ed's".
Honest Ed's diende als setting voor de videoclip "Wide Open" van zangeres Jenny Mayhem uit Toronto. In de video speelt Jenny een dagdromende werknemer van Honest Ed, die fantaseert over een carrière als ster. De video werd geregisseerd door Ace Billet en opgenomen in Honest Ed's en op andere locaties rondom Mirvish Village.
Honest Ed's speelt een belangrijke rol in een aflevering van de Viceland-serie Nirvanna the Band the Show, waarin de hoofdpersonen Matt en Jay op zoek gaan naar een kerstboom om hun kerstwagen mee te versieren.
De winkel is het onderwerp van Lulu Wei's documentairefilm There's No Place Like This Place, Anyplace uit 2020. 

## Eerbetoon

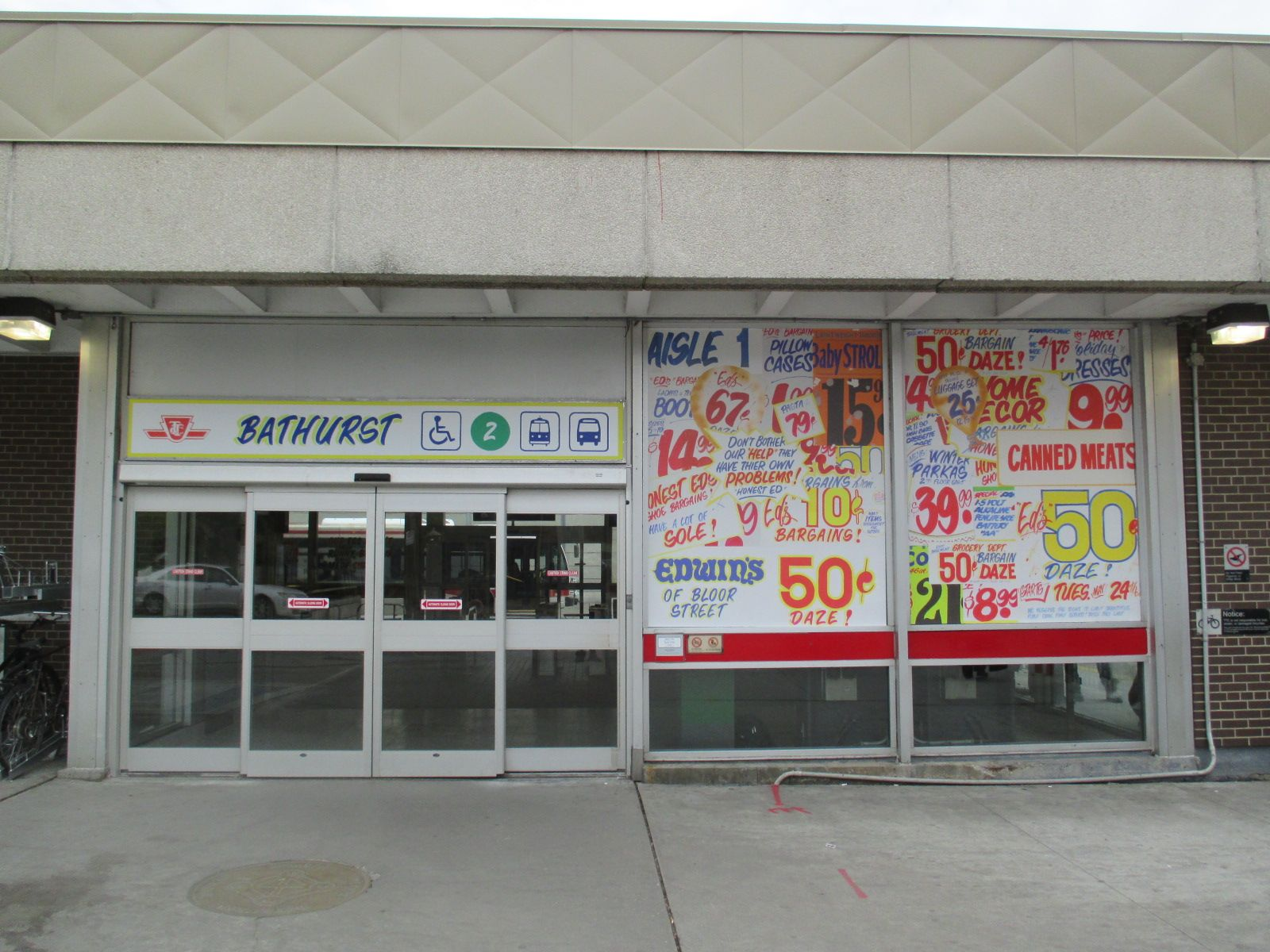
Eerbetoon aan Honest Ed's op metrostation Bathurst

Ed en Anne Mirvish Parkette, binnen de tramlus bij het metrostation Bathurst, heeft in 2008 een plaquette laten oprichten ter ere van de oprichters van Honest Ed's, met vermelding van de twee populaire jaarlijkse evenementen in de winkel: Ed's verjaardagsfeestje en de kalkoenactie. 
Op 1 november 2016 creëerde de Toronto Transit Commission (TTC) een tijdelijke tentoonstelling bij station Bathurst als eerbetoon aan Honest Ed's. De tentoonstelling bestond onder meer uit met de hand beschilderde borden in de Honest Ed-stijl, inclusief de flauwe woordspelingen. Op het niveau van de hal waren foto's en winkelmemorabilia te zien. Op de wanden van de metroperrons hingen borden met informatie over Honest Ed's. Het herdenkingsdisplay werd verwijderd na de definitieve sluiting van Honest Ed's op 31 december 2016. 
De TTC installeerde later een permanent eerbetoon aan Honest Ed's op de halverdieping van het station Bathurst, bestaande uit vijf verticale panelen met afbeeldingen en memorabilia die verband hielden met het voormalige warenhuis. 
Een deel van het iconische Honest Ed's-bord zal worden gerestaureerd en verplaatst naar het Ed Mirvish Theatre op de hoek van Yonge en Dundas. 
Van 22 tot en met 27 februari 2017 werd in het gebouw een vier dagen durend afscheidsfeest gehouden als fondsenwerving voor het Centrum voor Sociale Innovatie. De festiviteiten omvatten dansvoorstellingen, muziek, installaties, film, live beschildering van borden door de originele Honest Ed's-bordschilder, Douglas Kerr, sprekers en paneldiscussies over de culturele en sociale betekenis van Honest Ed's, en een kunstdoolhof. 